# She Must Burn
She Must Burn ist eine 2014 gegründete melodische Deathcore-Band aus London, Vereinigtes Königreich.

## Geschichte
Gegründet wurde die Gruppe im Jahr 2014 in der englischen Hauptstadt London und besteht nach mehreren Besetzungswechseln aus dem Sänger Joseph Louis Sinclair, dem Gitarristen James Threadwell und Jonny Davies, dem Bassisten Frank Korsair und dem Schlagzeuger Daniel Ristic. Keyboarderin und Backgroundsängerin Aimy Miller verließ die Gruppe kurz nach der Veröffentlichung des Debütalbums Grimoire.
Im Jahr 2015 erschien die EP Under the Shadows mit sechs Titeln in Eigenregie. Diese wurde, nachdem die Gruppe einen Plattenvertrag mit Artery Recordings unterschrieben hatte, unter dem Namen She Must Burn neu aufgelegt. Am 3. März 2017 erschien mit Grimoire das Debütalbum über die Plattenfirma. Als Gastmusiker konnten Sean Harmanis von Make Them Suffer und Scott Lewis von Carnifex gewonnen werden. Nach der ersten Verkaufswoche konnte das Album knapp 1.700 mal in den Vereinigten Staaten abgesetzt werden, wodurch das Album eine Notierung in den US-amerikanischen Heatseekers Charts erhielt.
Zwischen dem 1. Februar und dem 16. März 2017 tourte die Gruppe als Opener für Despised Icon, Carnifex, Fallujah, Lorna Shore und Rings of Saturn erstmals durch die Vereinigten Staaten. Zuvor spielte She Must Burn im Oktober und November des Jahres 2015 als Vorband für Cradle of Filth und Heart of a Coward. Am 9. Juni 2017 spielt die Gruppe auf dem Download-Festival im Donington Park.

## Stil
Die Musik von She Must Burn wird als Metalcore mit Anleihen des Gothic Metal bzw. gar des Black Metal beschrieben. Musikalische Einflüsse sind unter anderem Cradle of Filth und Bleeding Through. Auch der Einsatz einer weiblichen Gesangsstimme führte in mehreren Kritiken dazu, dass von einem Kontrastprogramm gesprochen wurde. In ihrer Musik arbeitet die Band mit Breakdowns, Hooklines und dem Einsatz von Keyboards. Auch wird die Musik mit Carnifex und Make Them Suffer verglichen. Phasenweise erinnert die Musik an Behemoth, Deadlock und Abigail Williams.

## Diskografie
- 2015: Unter the Shadows (EP, Eigenproduktion, 2016 unter dem Titel She Must Burn über Artery Recordings neu aufgelegt)
- 2017: Grimoire (Album, Artery Recordings)
- 2022: Umbra Mortis (Album, Grey Rock Records)